# Rhinotorus alpinus
Rhinotorus alpinus là một loài tò vò trong họ Ichneumonidae.